# Empis pseudomalleola
Empis pseudomalleola är en tvåvingeart som beskrevs av Gabriel Strobl 1893. Empis pseudomalleola ingår i släktet Empis och familjen dansflugor. Inga underarter finns listade i Catalogue of Life.